# 점성술의 소행성
점성술의 소행성(占星術之 小行星, asteroids in astrology)은 어떤 점성가들에게 행성과 유사한 방식으로 사용된다. 소행성은 화성과 목성 사이에서 태양을 공전하는 미행성으로써, 센타우루스군 소행성이나 해왕성 바깥 천체와는 구별된다. 소행성은 19세기부터 발견되어오고 있으므로, 점성술에서 비교적 새로운 것이다. 그러나, 어떤 점성가들에게는 그것들 중 (특히 큰) 몇 개가 인간사에 영향을 끼친다고 여겨진다. 그럼에도 불구하고 여전히, 점성술의 주류 체계 내에서, 특히 베다 점성술이나 헬레니즘 점성술과 같은 더 전통적인 점성술 체계 내에서는 그것들이 무시된다. 소수의 서양 점성가들에게 그것들의 사용이 중요시 되어오고 있지만, 여전히 비주류의 점성가들에게만 천궁도의 해석에 소행성이 사용된다.

## 과거의 행성
(연대순으로) 세레스와 팔라스 아테네, 유노 그리고 베스타는 더 작은 소행성이 발견되기 시작할 무렵인 1808~1845년 사이에 행성에 포함되었다. 세레스의 천문적 지위는 다시 바뀌었다. 2006년에 제안된 결의안에서, 그것은 우리 태양계의 12 행성 가운데 하나로 제안되었지만, 국제천문연맹에 의해 끝내 왜행성으로 재분류되었다. 역사를 통틀어 사람의 정의와 호칭은 변해왔지만, (태양과 달 그리고 현대 점성가들에게 명왕성도 포함되는) "점성술의 행성"으로 여겨지는 것에 대한 점성학적 중요성은 변하지 않아왔으므로, 많은 점성가들은 실천에 있어서 천문적 분류에 많은 비중을 두어서는 안된다고 여긴다.

### 세레스
세레스는 가장 먼저 발견된 소행성이며 소행성대의 전체 질량의 약 1/3을 차지하는 가장 큰 소행성이다. 점성술에서, 점성가들은 이 행성의 본성을 이해하기 위해서 이것에게 부여된 이름을 분석한다. 신화에서, 세레스는 그리스의 여신 데메테르와 동일한 로마의 여신이다. 그녀는 농경의 여신이며, 그녀의 딸 페르세포네가 플루톤에 의해 그와의 결혼을 강요받게 하려는 시도로 납치되었을 때, 데메테르는 그녀를 찾아 헤메느라 정신이 팔려 땅을 소흘해 했고 추위가 찾아와 대부분의 식물이 죽게 되었다. 그 때가 최초의 가을이며 겨울이다. 페르세포네는 그녀를 플루톤의 영원한 부인이 되게 만드는 석류열매를 먹었고, 그는 그녀를 1년에 한번은 되돌려 보낼 것을 요구했기 때문에, 헤르메스에 의해 구출되어 왔어도 매년마다 되돌아갔다. 세레스가 가장 큰 소행성이라는 사실을 포함하여 그러한 신화는 점성술에서 출생 차트의 세레스의 위치는 (달과 유사하게) 사랑받고 양육된다고 느끼고자 하는 출생인의 욕구가 무엇인지 보여준다고 하는 것에 기인한다.

### 팔라스 아테네
종종 간단히 "팔라스"로 불리는 이것은 두 번째로 발견된 소행성이며 크기로는 세 번째이다. 신화에는 많은 팔라스들이 있다. 몇몇 문헌에서는 팔라스가 트리톤의 딸이며 아테나의 놀이 친구였는데, 그녀가 죽자 아테나는 그녀를 애도하여, 이름을 팔라스로 바꾸고 그녀의 나무 조각을 만들었고, 제우스는 그것을 트로이 성의 한 신전으로 내려보내 기념케 했다고 한다. 다른 문헌들에서는 팔라스가 아테나와 결합된 고대의 신이라고 한다. 해석에 있어서, 팔라스는 노력의 표시자이다. 다른 점성가들은 그것을 (아마도 노력을 통한) 지혜와 지성, 치유의 표시자로 해석하는데, 팔라스라는 이름의 그 티탄이 그러한 것들의 신이었기 때문이다.

### 유노
이 소행성은 세 번째로 발견되었으며 크기로는 아홉번째이다. (1 세레스와 2 팔라스, 4 베스타, 10 히기에이아, 511 다비다, 705 인테르암니아, 65 키벨레 그리고 52 유로파가 보다 훨씬 더 크고 무겁다.) 신화에서, 유노는 그리스의 헤라와 동일하다. 헤라는 그리스와 로마의 문화 모두에서 매우 중요한 여신이다. 그녀는 제우스의 부인이며, 신들의 여왕이자 (신화의 암시로는 그녀 스스로 생각하기에) 제우스의 본첩으로 불렸다. 그녀는 결혼과 결합의 여신이며, 자금과도 연관되며, 신성한 젖소와 공작으로 상징된다. 그녀는 특히 제우스가 다른 여성과 함께 할 때, 질투심이 많고 공격적이었다. 그녀는 종종 제우스와 다른 여성이나 여신 사이에서 낳은 자식 또는 그 여성을 죽였으며, 헤라클레스와 디오니소스를 죽이려다 미수에 그쳤다. 그러한 이유로, 점성술에서 유노는 출생인이 사랑이나 낭만의 충족감을 느끼기 위해서 또는 결혼 생활이 성공적이고 만족스럽다고 느끼기 위해서 필요로 하는 것을 나타나내는 표시자로써 사용된다. 금전과 젖소 그리고 질투와 유노와의 연관성으로 인해, 그것은 황소자리의 효력을 갖는다.

### 베스타
이 소행성은 네 번째로 발견되었는데, 크기로는 두 번째이고, 황도대를 가장 빨리 지나며, 행성으로 분류되었던 마지막의 소행성이다. 신화에서, 로마의 헤스티아와 동일한 처녀 여신인 베스타는 가장 중요한 여신들 가운데 하나였고, 로마인들에게 더 그러했음에도 불구하고, 특이하게도 시각예술로는 표현된 적이 없거나 발견된 적이 없다.(그러나, 그리스에서는 그녀의 형상이 새겨진 꽃병 몇 점이 발견되었다.) 그녀는 화로의 여신이고, 아기가 태어날 때, 축복과 가정의 보호를 간청하는 대상이었다. 로마에 있는 모든 도시와 가정에는 베스타에게 봉헌하는 신성한 불이 피워져 있었으며, 그것을 꺼뜨리는 것은 용납되지 않았다. 점성가들은 베스타를 한 사람이 전념하는 것은 무엇인가와 그 사람의 성생활이 어떻게 발전할 것인가를 판단하는데 사용한다. 어떤 점성가들에 따르면, 보호자로서의 처녀 여신인 베스타는 처녀자리의 효력을 갖는다고 하는데, 그러함은 많은 점성술 공동체에서 수용되지만, 많은 점성가들은 그 효력을 완전한 주인라고 부르는 대신에 "친화성"이라고 표현하거나, 그러한 주장을 지지하지는 않는다. 그것이 전갈자리에 대한 영향력을 지닌다는 주장도 있다.

## 다른 소행성
위의 처음 네 개의 소행성이 발견된 이후, 38년 동안 다른 것이 발견되지 않았다.(직후에 아스트라이아아가 발견되었다.) 처음의 네 개는 완전한 조건을 갖춘 행성으로 명성을 얻었지만, 망원경의 급속적 발전은 오늘날 소행성대로 알려진 권역에서의 새로운 소행성의 빈번한 발견을 야기했다. 알려진 10번째 소행성인 히기에이아의 발견 이후 결정된 재분류가 있기 전까지, 몇몇 천문학자들은 처음 4 개의 소행성과 함께 처음 10 개의 소행성을 행성으로 분류했다.

### 히기에이아
이것은 10번째 발견된 소행성이며 크기로는 네 번째이다. 신화에서 히기에이아는 여성으로서 아클레피오스의 배우자이며, 그리스의 의술의 신이며, 아폴론에 대한 태양신 숭배와 밀접한 관련이 있는 치유자이지만, 그녀의 부정적인 측면은 보통 때보다 더한 우울감과 근심을 야기한다는 점이다. 서양 점성술에서 히기에이아의 지위에 대해서 현재까지는 실질적으로 알려진 바가 없다.

### 키론
키론은 가장 중요한 센타우루스군 소행성이다. "상처입은 치유자"로 알려진 그것은 불치의 외상과 부상 또는 결함과 연관성을 갖지만, 스스로의 방식으로 그것을 극복하게 할 수도 있으며, 가장 위대한 힘으로 변화킬 수도 있다. 어떤 점성가들은 그것이 처녀자리의 주인행성으로 인정되어야 한다고 여긴다.

## 같이 보기
- 점성술의 행성
- 점성술의 센타우루스 소행성
- 점성술의 항성